# Christiana (Südafrika)
Christiana ist eine landwirtschaftlich geprägte Stadt in Südafrika. Sie liegt am Vaal, in der Provinz North West an der Nationalstraße N12 zwischen Bloemhof und Warrenton. Sie hat 3571 Einwohner (Stand: 2011).

## Geschichte
Die Stadt wurde 1870 von Diamantensuchern gegründet und nach Christina Meyer, der einzigen Tochter von Andries Pretorius, einst Präsident der Südafrikanischen Republik, benannt.
Der den Ort 1872 bereisende Emil Holub (Werk: Sieben Jahre in Süd-Afrika) schrieb in seinen Reiseaufzeichnungen:

„Näher kommend fanden wir ein längliches Ziegelhaus mit Eisenblech bedeckt, einen zweiten aus Erde und Pfählen aufgeführten Kunstbau, der jeden Augenblick einzustürzen drohte und ein drittes aus gebrannten Backsteinen erbautes Häuschen mit flachem Dache. Diese an drei verschiedenen Enden der ausgemessenen, zukünftigen Stadt aufgeführten »Gebäude«, 2 Zelte und 13 Korannahütten, bildeten im Jahre 1872 das Häusermeer der westlichsten der Städte der Republik, das später durch die Unruhen im Lande Gassibone’s und unter den nahe anwohnenden Koranna’s in Süd-Afrika ziemlich bekannt gewordene Christiana. Das erstgenannte Haus war die Wohnung des Landdrostes und zugleich das Comptoir der höchsten Civil- und Militärgewalt des Districtes Bloemhof, in dem zweiten kleinen, mit flachem Ziegeldach bedeckten war ein Kaufmannsladen und in dem baufälligen Hause wohnten, wenn ich nicht irre, der Sheriff, ein Notar etc.“

## Sehenswürdigkeiten
Als Sehenswürdigkeiten gelten die in der Nähe von Christiana gefundenen Felszeichnungen der San und das Digger’s Diamonds Museum, das Erinnerungsstücke aus der Frühphase der Diamantenindustrie, die zur Gründung der Stadt führte, zeigt.